# Зелёный Гай (Иссык-Кульская область)
Зелёный Гай (кирг. Зелёный Гай) — село в Джети-Огузском районе Иссык-Кульской области Кыргызстана. Входит в состав Липенского аильного округа. Код СОАТЕ — 41702 210 840 03 0.

## Население
По данным переписи 2009 года, в селе проживало 97 человек.